# يورغن هانسن (لاعب كرة قدم)
يورغن هانسن (بالدنماركية: Jørgen Hansen)‏ هو لاعب كرة قدم دنماركي في مركز الوسط، ولد في 24 ديسمبر 1931، وتوفي في 30 أبريل 1986. لعب مع نادي نايستفيد.

## وصلات خارجية
- يورغن هانسن (لاعب كرة قدم) على موقع قاعدة بيانات كرة القدم.إي يو (الإنجليزية)
- يورغن هانسن (لاعب كرة قدم) على موقع ناشيونال فوتبول تيمز (الإنجليزية)
- يورغن هانسن (لاعب كرة قدم) على موقع أوليمبيديا (الإنجليزية)